# Upadek Belgradu (1521)
Upadek Belgradu w 1521 roku nastąpił w wyniku trzeciej tureckiej inwazji na tę wówczas węgierską fortyfikację w trakcie wojen osmańsko-węgierskich mających miejsce w okresie najintensywniejszej ekspansji Imperium osmańskiego na zachód.
Sułtan osmański, Sulejman Wspaniały (w tradycji muzułmańskiej znany również jako Kanuni, czyli Prawodawca), zadecydował, że jego pierwszymi celami wojennymi będą Rodos i Belgrad, miejsca których nie udało się podbić jego przodkowi Mehmedowi II Zdobywcy (1451-1481). Sułtan wysłał armię w połowie maja 1521 roku, a głównym celem wyprawy było zdobycie Belgradu. Królestwo Węgier przeżywało w tym czasie kryzys i nie było w stanie stawić skutecznego oporu najeźdźcy.
W odróżnieniu od poprzednich podbojów sułtan postanowił, że tym razem główny kierunek ataku nastąpi od strony rzeki Sawy. Aby tego dokonać, wojska osmańskie musiały wpierw zająć Srem, jak też się stało. Obrońcy Belgradu wytrwale stawiali opór wrogowi, jednak z braku broni i ludzi do walki, zmuszeni byli poddać miasto 28/29 sierpnia 1521 roku.
Upadek Belgradu obnażył bezsilność monarchii węgierskiej wobec ekspansywnej polityki Imperium osmańskiego, które niedługo potem udowodniło swoją przewagę w bitwie pod Mohaczem w 1526 roku.
Po klęsce Królestwa Węgier na czele frontu chrześcijańskiego przeciwko wdzierającym się do Europy siłom osmańskim stanęła monarchia Habsburgów, a w jej skład weszły również Węgry. Pod panowanie chrześcijan Belgrad powrócił dopiero w 1688 roku, kiedy to Maksymilian II Emanuel zdobył miasto dla monarchii Habsburgów.

## Sytuacja w Królestwie Węgier
Gdy w 1520 roku w Imperium osmańskim władzę po Selimie I Groźnym przejął jego syn Sulejman I, Królestwo Węgier było niemal w zupełnym rozkładzie. Szlachta węgierska podzieliła się na liczne stronnictwa, a bez silnej scentralizowanej władzy kraj nie był w stanie zjednoczyć się w obronie własnych ziem. Węgry pod panowaniem Ludwika II Jagiellończyka były osłabione częstymi wewnętrznymi zatargami. Niższa szlachta popadła w konflikt z wyższą szlachtą i kręgami dworskimi, a wojewoda siedmiogrodzki Jan Zápolya, jeden z najbogatszych magnatów tego czasu, nie krył sprzeciwu wobec nieudolnych rządów króla.
Frakcja popierająca wojewodę Siedmiogrodu trwała w ciągłym konflikcie z kręgami dworskimi. Sam król był bezwolną marionetką w rękach swych ambitnych doradców. Niejednokrotnie brakowało mu środków na własne utrzymanie. W takich okolicznościach nie było mowy o wzmocnieniu systemu obronny wzdłuż południowej granicy, ani przedsięwzięciu jakichkolwiek wypraw wojennych.

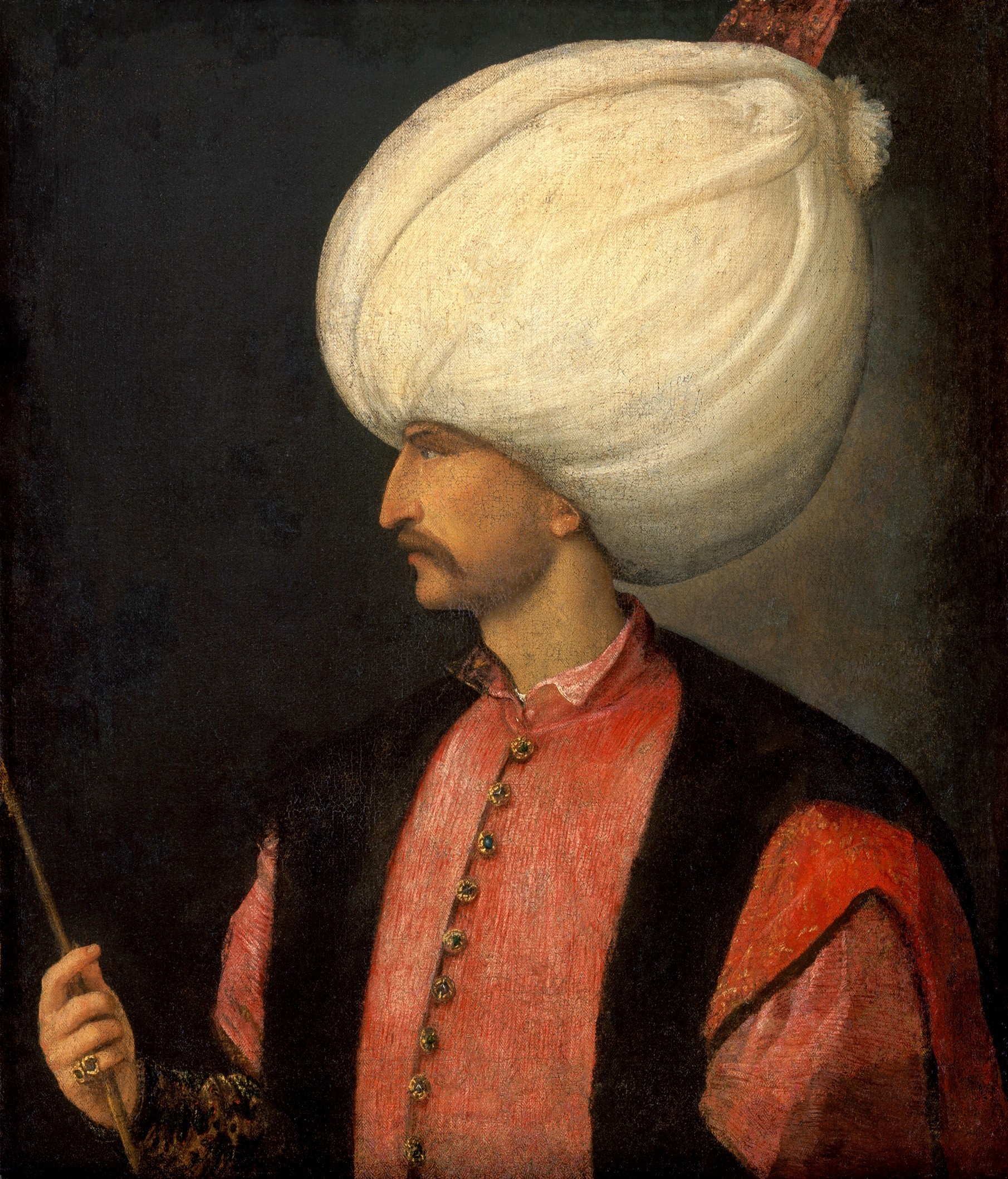
Sulejman Wspaniały

W latach poprzedzających najazd Sulejmana – w odróżnieniu od dawniejszych czasów, gdy ziemie węgierskie bronił utalentowany Jan Hunyady – nie było osobowości gotowej przyjąć na siebie odpowiedzialność za obronę kraju przed Turkami. Dzięki takim okolicznościom droga do podboju Węgier stała otworem, zanim jeszcze Sulejman wyruszył w drogę ze swym wojskiem. Podbój ułatwili mu wręcz ci, od których oczekiwano, że stawią opór – węgierska szlachta i dwór. Wieloletnia beztroska o południowe pogranicze szybko zemściła się na Węgrach. Na wpół opustoszałych granicznych grodów, bez jedzenia, broni i zdyscyplinowanego wojska, nie mogły uratować szańce wzniesione w przeszłości, z czego zdawał sobie sprawę sułtan. Oficjalnie Królestwo Węgier pozostało z boku wydarzeń z lata 1521 roku. Było ono zaledwie obserwatorem nieuniknionych podbojów osmańskich, którym prawie nikt się nie przeciwstawił.
Zanim nowy sułtan wysłał armię na podbój, zamierzał wznowić pokój z Węgrami zawarty przez jego ojca w 1519 r. W tym celu do Budy wyprawił posła pod koniec 1520 r. Został on jednak bardzo źle potraktowany na dworze węgierskim. Zakwaterowano go w niskim pomieszczeniu i pozostawiono pod strażą niczym jeńca. Takie zachowanie wobec wysłannika Sulejman wykorzystał jako pretekst, by wznowić podbój obszarów węgierskich, który zresztą i tak już wcześniej zaplanował. Na dwór węgierski docierały zawczasu i z różnych stron doniesienia o szykującej się inwazji tureckiej.
Wiosną 1521 roku zwołano naradę państwową w celu zorganizowania jakiejkolwiek obrony kraju. Przyjęto korzystne uchwały, których jednak aparat państwowy nie był w stanie zrealizować. Czas upływał, a twierdzom w Belgradzie i Šabcu nie zapewniono choćby podstawowych materiałów wojennych i wojska. Ożywiono dyplomację zagraniczną w nadziei uzyskania wsparcia z zewnątrz. Do wielu europejskich dworów wysłano wezwanie o pomoc: do papieża Leona X, Wenecji, niemieckiego cesarza, króla polskiego, a nawet władców Anglii i Portugalii.
Monarcha węgierski szczególnie pokładał nadzieję w swym stryju, polskim królu Zygmuncie Starym, który rzeczywiście gotów był pospieszyć na ratunek Węgrom.
Wszczął on intensywną korespondencję dyplomatyczną, by zapewnić bratankowi pomoc z zewnątrz, sam jednak nie mógł zainterweniować. Nie bez przyczyny miał wówczas miejsce napad Tatarów na Polskę, zorganizowany po to, by zniweczyć wszelkie plany odsieczy na południowej granicy Węgier.
Nadzieje na wsparcie z zagranicy okazały się całkowicie płonne. Zachodnich władców zawsze bardziej absorbowały wewnętrzne zatargi niż zjednoczona chrześcijańska defensywa wobec Turków. W Niemczech szerzyły się nauki Marcina Lutra, a wojna pomiędzy hiszpańskim królem Karolem V i francuskim Franciszkiem I zaprzątała uwagę niemal całej Europy.
Wydarzenia nad Dunajem wydawały się zbyt odległe i błahe w porównaniu z głównymi wypadkami w Europie. Węgrów pozostawiono więc samych sobie.

### Sytuacja w Belgradzie
Podobnie jak inne nadgraniczne węgierskie grody, Belgrad w 1521 r. był wyjątkowo zaniedbany, a załoga wojskowa niewystarczająca do podjęcia poważniejszej obrony. Latem 1521 r. w Belgradzie zgromadzono zaledwie kilkuset żołnierzy. Według źródeł liczba ich wynosiła między 400 a 900 ludzi. Jeśli wziąć pod uwagę, iż liczba ta obejmowała wszystkie rodzaje formacji zbrojnych (piechotę, konnicę, artylerię i flotę rzeczną, tzw. szajkaszy), doskonale obrazuje to, jak nieliczne były to siły. Choć aktywny udział mieszkańców w obronie miasta przesunął w czasie kapitulację, nie mógł zapobiec jego upadkowi.
Garnizon miasta miesiącami nie otrzymywał zapłaty. Oddziały najemników przekształciły się w niezdyscyplinowany motłoch. Według ówczesnej relacji popa Djurdja Sremca, naczelnik miasta żalił się królowi węgierskiemu, że od dwóch lat zalega ze spłatą żołdu swoim żołnierzom. Znieważono szajkaszy, którzy byli odpowiedzialni za bezpieczeństwo na nurtach rzecznych. Gdy w 1518 r. zwrócili się do króla z prośbą o wypłatę należności, wysłał ich do królewskiego skarbnika, a ten przyjął ich w lekceważący sposób. Gdy potem wrócili do króla, by wnieść zażalenie, władca nie zechciał ich ponownie przyjąć. Urażeni takim traktowaniem spakowali królewskie sztandary i rozeszli się. Według słów Djurdja Sremca, tak mu wówczas powiedzieli: „Popie Djurdju, czemuż to nam hańbę czynią; jeśli Węgrom nie trzeba Belgradu, trzeba go carowi”.
Po tych wydarzeniach szajkasze nie brali znaczącego udziału w obronie Węgier. Pomimo że znajdowali się w Belgradzie w 1521 roku, a nawet zapamiętano imię dowódcy, Petra Ovčarevicia, ich rola w trakcie trwania oblężenia miasta była niewielka.
Belgrad był zupełnie nieprzygotowany do dłuższego oblężenia. Większość dział, którymi miasto kiedyś dysponowało, stracił Jan Zápolya w bitwie pod Avalom w 1515 r. Brakowało ręcznej broni palnej, prochu i innych materiałów wojennych. W kwietniu i maju 1521 r. ban miasta, Franja Hadervari, pożyczył pieniądze na obronę grodu, lecz środki te nigdy nie dotarły do Belgradu. Niedostatek żywności wywołał głód, który dotknął w równej mierze mieszkańców miasta, jak i wojsko. Wszystkie te przeciwności tylko ułatwiły zadanie wrogowi.

### Dowództwo w Belgradzie

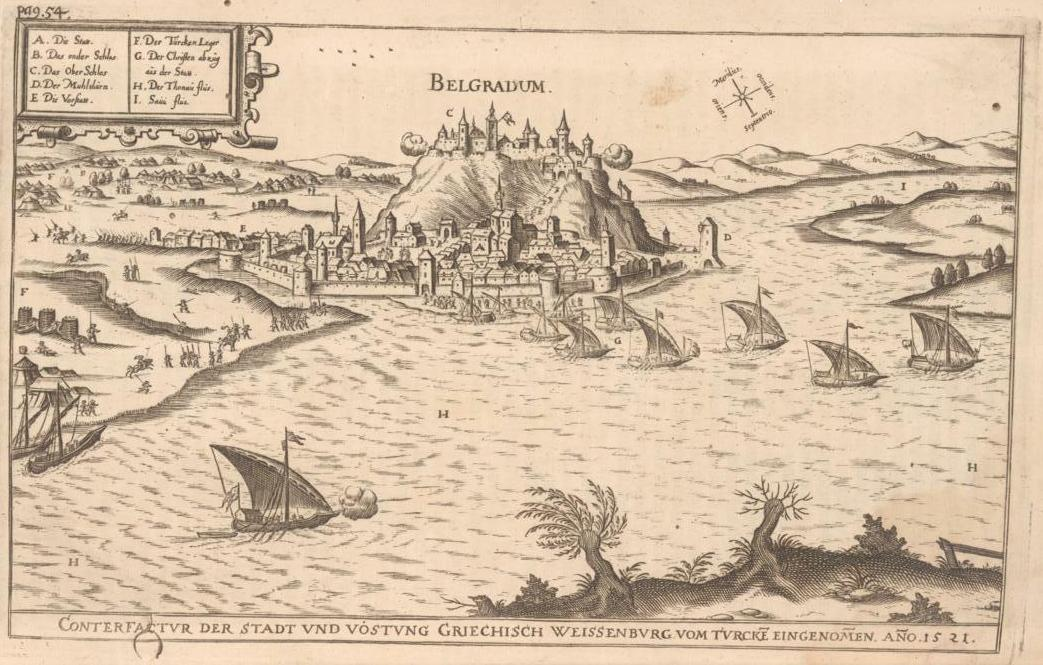
Twierdza w Belgradzie w XVI wieku z wyraźnie widocznym górnym i dolnym miastem

Oprócz powyższych trudności, miasto miało także problem z dowództwem. Zanim nastąpiło oblężenie, miastem zarządzało dwóch banów: Franja Hedervari i Valentin Terek, małoletni syn zmarłego bana Emerika Tereka. Pierwszy z nich był nieobecny w czasie ataku z powodu choroby. Drugi natomiast znajdował się pod opieką swoich wujów Blažy i Stevana Šuljoków. Braća Šuljok domagali się od króla, by ten zwrócił dług wobec zmarłego Emerika Tereka i odmawiali oddania grodu następcy, dopóki należności nie zostaną uregulowane. Urzędu nie mógł też przejąć Andrzej Batory, mimo nominacji na to stanowisko ze strony króla. Bracia Šuljok podkreślali wręcz, że nie oddadzą miasta nawet w obliczu groźby najazdu tureckiego. Królowi zabrakło siły i autorytetu, by wprowadzić w życie swoje rozkazy. Belgradu nie bronił więc żaden z jego banów, choć taki stan rzeczy stał w sprzeczności z prawem królestwa.
Zgromadzenia szlacheckie wielokrotnie groziły surowymi karami pogranicznym komendantom, jednak nic nie zostało uczynione, by zmienić zaistniałą sytuację. Postępowanie braci Šuljok godziło w prawo, gdyż urząd bana w Belgradzie nie był dziedziczny, ani nawet przyznawany dożywotnio. Valentin Terek nie miał więc do niego prawa. Dwór nie był w stanie ukarać żadnego z winowajców, na pograniczu zaś panoszyły się samowola i przemoc.
Rzeczywistą obroną miasta kierował Mihailo Mora, który zastępował Franję Hedervariego. Według licznych opinii, w tym również samego króla, nie był on godzien swego stanowiska. Odnotowano także, iż wicebanem był niejaki Blaž. Wśród pozostałych dowódców wymienia się nazwiska Jana Morgaja, wicebana, Jovana Bata, prawdopodobnie komendanta twierdzy, Vladislava Bata, dowódcy piechurów oraz Petra Ovčarevicia, głównodowądzącego frakcją szajkaszy.

## Armia turecka
W drugiej połowie maja 1521 r. armia turecka wyruszyła z okolic Konstantynopola. W drodze dołączały do niej nowe oddziały. Wojsku przewodził sam sułtan, a wraz z nim podążali jego najlepsi dowódcy: Piri Pasza, Mustafa Pasza, Ahmed Pasza, Bali Beg, Husrev Beg i inni. Zorganizowano i przygotowano również liczne siły lądowe oraz flotę. Okręty dotarły do Belgradu Dunajem, niektóre z nich prawdopodobnie przybyły z Morza Czarnego. Na okrętach, oprócz marynarzy, płynęli także janczarzy. Stan liczebny wojsk osmańskich można oszacować jedynie w przybliżeniu. Najwyższa liczba, jaką wzmiankują źródła – 200 tysięcy – zapewne jest kilkakrotnie zawyżona. 100 tysięcy, które podaje wenecki sprawozdawca wydarzeń, wydaje się bardziej realne, z tego zaś 30 tysięcy samych zbrojnych. Ta liczba żołnierzy z kolei uległa zmniejszeniu w następstwie epidemii chorób jelitowych. Biorąc pod uwagę wszystkie fakty, wojsko sułtańskie nie było bardzo liczebne, za to bardzo dobrze uzbrojone. Armia dysponowała wystarczającą ilością wszelkiego rodzaju broni i materiału wojennego. Znaczną część sił stanowiła artyleria. Działa zaciągnięto z daleka, niektóre odlewano w drodze. Turcy wieźli ze sobą żywność, potrzeby aprowizacyjne zaspokajając również na przemierzanych terytoriach. Pomimo tego, iż w tej porze roku zarówno w Serbii, Maczwie, jak i Sremie produkowano wiele żywności, najeźdźcy nie zawsze z łatwością mogli się w nią zaopatrzyć.

## Przygotowania i pierwsze kroki wojenne

### Najazd na Srem
Napad na Belgrad był dokładnie opracowany i systematycznie realizowany. Główny atak poprzedzały wypady tureckich oddziałów do Siedmiogrodu w czerwcu 1521 r., jak i na obszary Chorwacji i Bośni. Najazd Tatarów na Polskę także był częścią tego planu. Z końcem czerwca 1521 r. część wojsk osmańskich przemaszerowała przez Nisz i Kruševac, a trzon armii z sułtanem na czele skierował się ku obwarowaniom Šabca. W pierwszych dniach lipca 1521 r. rozpoczął się osmański atak na tę fortyfikację. Siłami dowodził Ahmed Pasza. Załoga miasta dzielnie walczyła, jednak z uwagi na małą liczebność i skromne uzbrojenie nie mogła stawiać długiego oporu. O upadku Šabca w Budzie dowiedziano się dopiero 10 lipca. Sulejman zarządził wzmocnienie i poszerzenie obwarowań zdobytej twierdzy, którą obsadził garnizonem.
Zaraz też po zajęciu miasta rozkazał wybudować most pontonowy na Sawie. Miał on ułatwić głównym siłom armii atak na Belgrad od strony Zemunu. W Šabcu Sulejman spędził 10 dni. Prace nad mostem posuwały się wolno. Zobaczywszy jakie zamiary wobec Sremu ma sułtan, Jelena, wdowa po serbskim despocie Ivanišy Berislaviću wysłała do niego posłańców, oferując złożenie mu hołdu. Sułtan przyjął propozycję, a władczyni wykorzystując zaoszczędzony w ten sposób czas, zbiegła z całym swoim bogactwem w głąb Węgier. Tureckiemu pościgowi nie udało się jej schwycić. Sulejman wysłał do Sremu Bali Bega z zadaniem zdobycia tamtejszych miast, co też zostało uczynione. Tu natknięto się na opór wojsk węgierskich pod dowództwem Stefana Batorego, które pokonały Turków w jednej z bitew, ale wygląda na to, że nie dysponowały one wystarczającą siłą, by przegonić wroga i odeprzeć jego wszystkie ataki.
Podczas gdy Sulejman przebywał w Šabcu, a jego oddziały pustoszyły Srem, Piri Pasza walczył pod Belgradem. W pierwszych dniach lipca część tureckiej armii została odłączona i pod komendą Piri Paszy wysłana w kierunku Belgradu. Oddziały te miały za zadanie dotrzeć do miasta, by obserwować przygotowania wojenne i ewentualny kontratak Węgrów.
Piri Pasza i Husrev Beg rozpoczęli oblężenie Zemunu, aby całkowicie odciąć Belgrad. Miasto zostało mocno ostrzelane, a nieliczni obrońcy nie mogli stawić silnego oporu. Zemun wkrótce poddał się, mieszkańcy zostali pojmani do niewoli, a obrońcy zabici.
Po upadku Zemunu sytuacja w Belgradzie znacznie się pogorszyła. Obręcz przeciwnika coraz mocniej się zaciskała. W drugiej połowie lipca nasilił się turecki ostrzał. Cały wysiłek wroga skierowany był na zniszczenie murów obronnych i baszt. Broniący zorganizowali jeden kontratak, nie zdołali jednak unieszkodliwić artylerii nieprzyjaciela.
Dnia 29 lipca 1521 r. sułtan wkroczył do Sremu i ruszył w stronę Belgradu. W tym czasie padł również Slankamen, a ostatniego dnia lipca Sulejman dotarł do Zemunu.

### Działania Węgrów
Było oczywistym, że Węgry nie zdołają obronić Belgradu. Po próbach dyplomatycznych na zaprzyjaźnionych i spokrewnionych dworach król zrozumiał, że jest zmuszony zdać się na własnych magnatów. 15 lipca wraz z około dwustu konnych wyruszył z Budy na południe oczekując, że przyłączą się do niego oddziały możnowładców. Tymczasem ani listy, ani groźby wysłane dowódcom wojskowym nie osiągnęły zamierzonego celu.
Władca posłał wielmożom krwawy miecz – prastary symbol wielkiego niebezpieczeństwa jeszcze z czasów Arpadów, mając nadzieję, że skłoni w ten sposób szlachtę do udziału w obronie ziem. Wyruszywszy ze stolicy, Ludwik II Jagiellończyk najpierw zatrzymał się w pobliskim Teteny. Tutaj pozostał aż do 8 sierpnia, czekając na nowe oddziały. Z Teteny skierował się na południe i zatrzymał w Adonach, po to tylko, by 28 sierpnia znaleźć się w Tolni, gdy już było zbyt późno na jakąkolwiek odsiecz dla Belgradu.
Wojewoda siedmiogrodzki Jan Zápolya, który w owym czasie uchodził za jednego z najwybitniejszych węgierskich przywódców wojskowych, nie przyłączył się do króla. Chciał najpierw zobaczyć, jak potoczą się wypadki na południu. Zewnętrzna pomoc nie przyniosła konkretnych korzyści. Posłowie wysłani do Wenecji zostali życzliwie przyjęci, mimo to nie otrzymali żadnego wsparcia. Po oblężeniu Węgry oskarżały Wenecję nie tylko o to, że nie udzieliła żadnej pomocy, zarzucano jej również, iż wsparła Turków artylerią.
Arcyksiążę Ferdynand I Habsburg i polski król Zygmunt Stary wysłali na ratunek posiłki. Pierwszy wyprawił 3 tysiące piechoty z Niemiec, drugi 500 konnych i tysiąc piechurów. Ludwik II oczekiwał także oddziałów ze swoich ziem, Czech i Moraw, w których najwidoczniej pokładał największe nadzieje. Jednak decyzje w tych krajach zostały podjęte z dużym opóźnieniem. Zgromadzenie szlacheckie na Morawach odbyło się 29 lipca 1521 r. Zatwierdzono na nim wniosek króla o przysłaniu wojsk. Siły oddelegowane przez Czechy (7220 piechoty, 400 konnych i 18 dział), zgrupowały się w drugiej połowie sierpnia pod Holicami. Dokładnie w czasie, gdy Belgrad upadł, posiłki te dotarły do króla w Tolni i były gotowe do walki o odzyskanie utraconej fortyfikacji. Monarcha jednak zrezygnował z tego zamiaru, więc żołnierze się rozeszli. Oddziały arcyksięcia Ferdynanda przyłączyły się do króla dopiero wówczas, gdy jakiekolwiek działania obronne przestały mieć sens. W Petrovaradinie stacjonowało wojsko Stefana Batorego, a pod Lipą nad Maruszą siły Jana Zápolyi. Trzy armie węgierskie nawet nie spróbowały przeszkodzić Turkom w zdobyciu Belgradu.

## Oblężenie i upadek Belgradu
W odróżnieniu od wcześniejszych prób podbicia Belgradu główny szturm w 1521 r. nadszedł od sremskiej strony, czyli od rzeki Sawy. Turcy spostrzegli, iż po tej stronie mury obronne są pojedyncze, natomiast w pozostałych częściach fortyfikacji podwojone. Atak na tę część twierdzy był możliwy jedynie przy wcześniejszym zajęciu Sremu, czego nie udało się osiągnąć w poprzednich podbojach. W sierpniu 1521 r. Belgrad znalazł się w całkowitej izolacji. Sulejman ze świtą przebywał w Zemunie, a wraz z nim pisarz dziennika wyprawy, który pozostawił najwierniejsze świadectwo tamtych wydarzeń. Patrząc od sremskiej strony, na lewym skrzydle (tj. po stronie Dunaju) wojska rozmieścił Mustafa Pasza, któremu podlegał komendant janczarów, a na prawym skrzydle szturmowi przewodził Piri Pasza. Osmańska konnica stacjonowała na sremskim brzegu oraz na rzecznej wyspie (zwanej dziśVeliko ratno ostrvo).
Ostrzał miasta, który rozpoczął się jeszcze w czerwcu, kontynuowano ze wzmożoną siłą w sierpniu. Działa tureckie były okopane, istniały też schrony osłaniające załogę przed ogniem defensywy. Belgrad bronił się ogniem artyleryjskim oraz bronią palną z baszt i murów obronnych. Z początkiem sierpnia zaczęły się szturmy na twierdzę. Mury miejskie były poważnie uszkodzone. W zaciekłej walce, która miała miejsce 2 sierpnia, poległo około 500-600 napastników. Atak jednak odparto.
Następnego dnia, 3 sierpnia, Turcy skierowali atak na dolne miasto, które stanowiło najsłabszy punkt obrony. Mimo zagorzałej walki i to natarcie zostało odparte. Po kolejnej porażce sułtan zadecydował, iż konieczne są dodatkowe przygotowania. Wydał rozkaz Ahmed Paszy, by przeprawił działa na ostrów i stamtąd kontynuował ostrzał, gdyż mury z tej strony były najsłabsze. Wznowiono też budowę mostu pontonowego na Sawie.
Przygotowania do kolejnej ofensywy rozpoczęto 7 sierpnia. Pod osłoną nocy Osmanie zbliżyli się do murów. 8 sierpnia rozpoczął się ogólny szturm. Nacierano z trzech stron: z pobrzeża Sawy (Piri Pasza), brzegu Dunaju (Mustafa Pasza) oraz czołowo od strony rzeki (Ahmed Pasza). Obrońców było zbyt mało, aby mogli skutecznie odpierać ataki ze wszystkich stron. Turcy przedarli się do miasta i zdobyli je po zaciętej całodniowej walce.
Tego samego dnia oddziały janczarów szturmowały górne miasto, ale zostały odparte dzięki wytrwałości obrońców.
Nazajutrz wznowiono ostrzał. Turcy przemieścili działa do dolnego miasta, by zwiększyć skuteczność bombardowań. Jedno mniejsze działo ustawiono na wieży zakonu franciszkanów. Choć obrońcy dokładali wszelkich starań, aby je zniszczyć, nie zdołali tego zrobić. Strzelcy wroga miotali materiałem zapalnym, wzniecając liczne pożary w mieście. Część i tak nielicznej ludności zmuszona była gasić płomienie.
16 sierpnia oddziały Ahmed Paszy próbowały przedrzeć się przez defensywę śmiałymi natarciami na twierdzę. Ahmed Pasza zagrzewał swych wojów do boju kłamstwem, jakoby był to Vidovdan, dzień, w którym Serbowie ponieśli klęskę na Kosowym Polu.
(Na bazie tego przekazu, Jovanka Kalić, serbska historyk i profesor, doszła do wniosku, iż Ahmed Pasza za największych wrogów w twierdzy uważał Serbów, gdyż nie ma wiele sensu w tym, by serbskim świętem mobilizował do walki przeciw Węgrom).
Turcy zawzięcie parli wspinając się po murach, lecz pomimo wszystkich trudności w desperackiej obronie zdołano odbić poszczególne ataki wroga, bez względu na ich natężenie i siłę.
Gdy dolne miasto zostało zajęte, Osmanie zaczęli podkopywać mury, by następnie wysadzić je w powietrze. Usytuowanie górnego miasta ułatwiało zadanie, ponieważ wznosiło się na wzgórzu, a wróg opanował jego podnóże. Do wykonania tego planu sprowadzono robotników z pobliskich kopalni. Jak tylko runął jakiś ważniejszy obiekt, Turcy ruszali do natarcia.
Most na Sawie ukończono 17 sierpnia po dwunastodniowej budowie. Sytuacja w Belgradzie znacznie się pogorszyła. 24 sierpnia spostrzeżono pierwszą ucieczkę z miasta. 25 sierpnia obrońcy pertraktowali kapitulację, ponieważ jednak domagali się kilkudniowego terminu, Turcy odrzucili propozycję. 26 i 27 sierpnia ruszył zmasowany atak wroga. Gdy obrońcy dowiedzieli się, że król nie nadejdzie z odsieczą, zrozumieli, iż nie pozostało im nic innego, jak poddać miasto. Nazajutrz, 28 sierpnia, nastąpiła kapitulacja Belgradu.

## Kapitulacja i jej następstwa
Węgrowie obwiniali Serbów za poddanie miasta. Ludwik II zarzucał upadek Belgradu jego banowi Franji Hedervariemu oraz Stevanowi Šuljok. Pierwszego winił o to, że mianował głównodowodzącym obroną Mihaila Moru, który najprawdopodobniej zdradził miasto. To węgierski podban był przypuszczalnie owym zamożnym giaurem, o którym napomykali Turcy, a który w nocy 28 sierpnia zbiegł z miasta i wyjawił nieprzyjacielowi rozpaczliwą sytuację ziomków. Wieści te dotarły do samego króla. Uderzające jest również to, iż monarcha węgierski nigdzie nie wspomniał o zdradzie serbskich obrońców, co niewątpliwie by uczynił, gdyby do takiej zdrady doszło.
Po kapitulacji Belgradu Węgrów oswobodzono, podczas gdy Serbowie zostali przewiezieni do Konstantynopola. Pertraktacje w sprawie kapitulacji prowadzili węgierscy komendanci. Miasto poddało się dopiero wówczas, gdy zabrakło środków do walki. Załoga twierdzy wraz z mieszkańcami Belgradu stawiała ponad dwumiesięczny opór.
Obrońcy nie mogli stawiać Sulejmanowi specjalnych warunków w obliczu własnej kapitulacji. Pragnęli pozostać przy życiu i opuścić miasto. Gdy sułtan to obiecał, miasto się poddało. Istnieją różne przekazy odnośnie do dokładnej daty kapitulacji a poszczególne źródła nie są ze sobą zgodne w tej kwestii. Według dziennika wyprawy wojennej Sulejmana data kapitulacji przypadła na 29 sierpnia, a według doniesień weneckiego posłańca przy węgierskim dworze nastąpiła ona w dniu 28 sierpnia. Niepewności przydaje fakt, iż dwór węgierski trzymał w najgłębszym sekrecie wieść o upadku miasta. Nawet zazwyczaj dobrze poinformowany wenecki wysłannik nie mógł w porę zawiadomić swych przełożonych.
W rzeczywistości kapitulacja miasta trwała dwa dni. Traktat został podpisany 28 sierpnia i tego samego dnia w imieniu sułtana do twierdzy wkroczył smederewski beil-basza wraz z janczarem. Nazajutrz wojsko osmańskie faktycznie przejęło gród. 29 sierpnia pierwsi do Belgradu weszli janczarzy. Jednocześnie miasto opuszczali chrześcijanie. Oddanie miasta zakończono w krótkim czasie. Węgrów odprawiono okrętami do Slankamenu, gdzie przebywał Beli Beg. Według pewnego przekazu, zostali tam wymordowani. Rzekoma rzeź Węgrów nastąpiła w drugiej połowie września, a wiadomo, że wysłano ich 30 sierpnia, tak więc nie można z całą pewnością stwierdzić, czy Beli Beg przetrzymał Węgrów w Slankamenie ponad 15 dni, czy mowa tu o pogromie mniejszej grupy, która wyruszyła później. Podobnie nie można stwierdzić, czy stało się to za przyzwoleniem sułtana, gdyż 18 sierpnia Sulejman wyjechał z Belgradu. Ludności serbskiej nie zezwolono ani na opuszczenie, ani pozostanie w mieście. 9 września sułtan zarządził, by pod strażą sprowadzić do Konstantynopola serbskich wojowników. Około 10 września serbskie rodziny wyruszyły z Belgradu. Za zgodą Turków zabrali ze sobą swoje świętości: relikwie św. Petki, relikwie carycy Teofanii i ikonę Bogurodzicy. Skarby te odkupił ówczesny patriarcha, gdyż sułtan groził ich zniszczeniem. W Konstantynopolu zanikł wszelki ślad po Serbach, jednak pewne przesłanki wskazują, iż liczba wysiedleńców w 1521 r. nie była mała. O pobycie ich nad Bosforem świadczy nazwa jednej z bram miejskich na Murach Teodozjusza, która w czasach osmańskich nosiła miano Belgradzkiej – po Serbach z Belgradu osiedlonych w jej pobliżu na polecenie sułtana.
Lokalna legenda mówi o tym, że sam sułtan przesiedlił Serbów z Belgradu po to, by sprawowali pieczę nad zaniedbanym systemem wodociągów bizantyjskich. Był on podobny do tego, który zaopatrywał Belgrad w wodę pitną, a który wciąż działał bez zarzutu.

## Turecki Belgrad
Gdy 30 sierpnia sułtan wkroczył do Belgradu, od razu zarządził, by cerkiew w dolnym mieście przekształcono w meczet. Wkrótce i inne cerkwie spotkał ten sam los, a Turcy zabrali się za odbudowę fortyfikacji. Miasto dobrze wyposażono w broń, zaś według pewnego przekazu obsadzono je trzema tysiącami żołnierzy. Pierwszym tureckim naczelnikiem Belgradu został Bali Beg, którego wyznaczono też na zarządcę smederewskiego sandżaku i belgradzkiego muhafazatu.
Wieść o upadku Belgradu władze węgierskie trzymały w największej tajemnicy. Miało to dać czas dworowi na reakcję, jednak jakakolwiek próba przywrócenia straty była niemożliwa. Za porażkę ukarano konfiskatą całego majątku belgradzkich banów – Franję Hadervariego i Valentina Tereka. Upadek Belgradu, najważniejszej węgierskiej fortyfikacji na południowym pograniczu królestwa, był początkiem klęski Węgier i osmańskiej inwazji na środkową Europę.

## Literatura
- Grupa autorów, Istorija Beograda. Stari, srednji i novi vek, red. Vasa Čubrilović, Beograd 1974.
- Jovanka Kalić-Mijušković, Beograd u srednjem veku, Beograd, 1967.
- G. Elezović, G. Škrivanić, Kako su Turci posle više opsada zauzeli Beograd, Zbornik za istočnjačku istorijsku i književnu građu, izdanje SAN 1956.
- M. Ilić-Agapova, Ilustrovana istorija Beograda, Beograd 1933.
- A. Ivić, Istorija Srba u Ugarskoj 1459–1690, Zagreb 1914.
- Stephen Turnbull: Wojny złotego wieku. Od upadku Konstantynopola do wojny trzydziestoletniej, Wydawnictwo Bellona, Warszawa 2007.